# Stenophyllum semenicense
Stenophyllum semenicense är en mångfotingart som beskrevs av Ceuca 1989. Stenophyllum semenicense ingår i släktet Stenophyllum och familjen kejsardubbelfotingar. Inga underarter finns listade i Catalogue of Life.